# 本多政均
本多 政均（ほんだ まさちか）は、江戸時代末期（幕末）の加賀藩の家老。

## 生涯

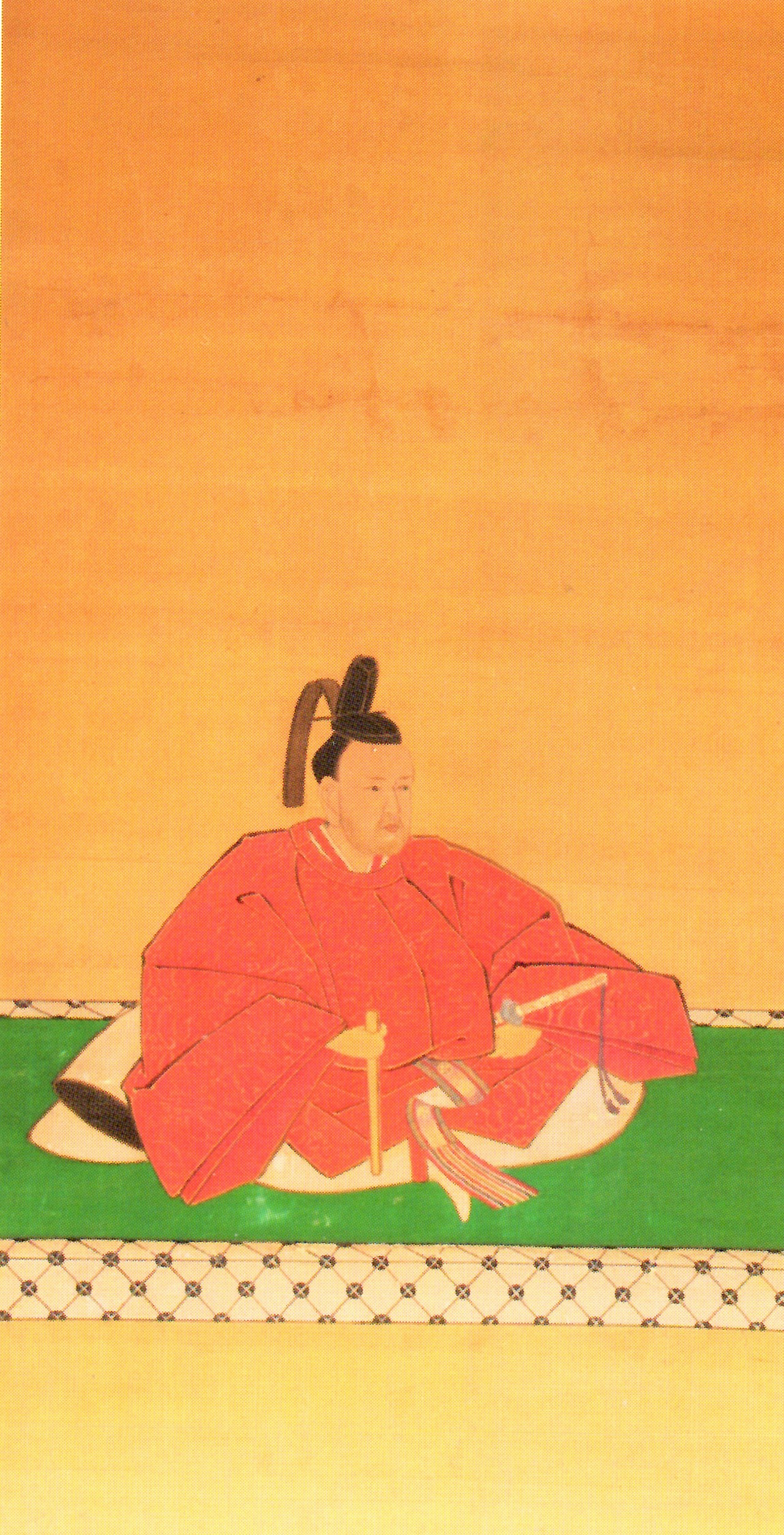
本多政均肖像（加賀本多博物館所蔵）

天保9年（1838年）に生まれる。加賀本多家は本多正信の次男・本多政重の子孫であり、加賀藩の中でも大身で、陪臣ながら5万石を領していた。
安政3年（1856年）に兄・政通が夭折したため家督を継ぎ、万延元年（1860年）に城代家老に任じられた。藩主・前田斉泰に寵愛され、斉泰と共に西洋軍制の導入など改革を積極的に推し進めた。しかし尊王攘夷派に対しては冷酷で、元治元年（1864年）に禁門の変が起こると、尊攘派と親しかった斉泰の世子・前田慶寧の謹慎処分をはじめ、藩内における尊攘派の処罰を担当した。慶応2年（1866年）からは薩摩藩などとの交渉役を務めている。
しかしかつての尊攘派に対する厳し過ぎる処分は彼らの恨みを買うことになり、明治2年（1869年）8月に金沢城二の丸御殿において井口義平、山辺沖太郎に暗殺された。享年32。
明治42年（1909年）、従四位を追贈された。

## 影響
政均の死後、政均の暗殺に関わった9名の内、直接暗殺した井口義平、山辺沖太郎は切腹をしたが、直接かかわっていない7名は、切腹を免れるだけでなく、無罪となった者が3名（岡野外亀四郎・松原乙五郎・石黒圭三郎）いた。更には、多くの旧藩の藩士が新県庁に登用されたのに対し、本多家の陪臣であった者は、登用されることがなかった。
それらの要因により、暗殺計画に関わった者らに対する仇討が、旧臣15名により、以下のように決行された。
- 明治4年11月18日、島田伴十郎と上田一二三が石黒圭三郎を殺害しに東京に行くも未遂に終わり、同年12月16日に逮捕
- 明治4年11月23日、石川県金沢市高松町で、本多弥一・富田総・鏑木勝喜知・吉見亥三郎ら4人により、岡野悌五郎を殺害
- 岡貞悌五郎殺害と同日に、矢野策平・西村熊・舟喜鉄外・浅井弘五郎・廣田嘉三郎・湯口藤九郎の6人により、菅野輔吉の自宅に押し入り、斬殺。その際、清水金三郎は、菅野輔吉宅の門前で見張り役をしている。
- 同年11月24日、芝木喜内と藤江金三郎により、江州長濱（現・滋賀県長浜市）で、多賀堅三郎を斬殺。

そして、本多政均の墓所に首級を捧げて、仇討ちを果したことを報告した。その後、藩庁に自首したが、1872年（明治5年）11月4日に石川県刑獄寮の裁判で以下の判決が下された。
- 自裁（切腹刑）：12名（本多弥一、富田総、鏑木勝喜知、吉見亥三郎、矢野策平、西村熊、舟喜鉄外、浅井弘五郎、廣田嘉三郎、湯口藤九郎、芝木喜内、藤江松三郎） 罪状：岡貞悌五郎・菅野輔吉・多賀堅三郎の殺人既遂
- 禁固10年：清水金三郎 罪状：菅野輔吉宅門前での見張り役。この時警戒したに止り、刀を抜かなかったため切腹を免れている。その後、更に減刑され1878年（明治11年）2月14日に出獄する。以後、本田家に雇われて49歳を最期に台湾で芝山巌事件発生した1896年（明治29年）と同じ年の3月11日に亡くなる[8]。
- 禁固3年：島田伴十郎と上田一二三 罪状：石黒圭三郎殺人未遂。未遂の為、切腹を免れている。島田伴十郎は満期出獄後に小学校の教員として従事し、日清戦争開始年の1894年（明治27年）に亡くなる。上田一二三は満期出獄後に66歳を最期に1898年（明治31年）7月17日に亡くなる。出獄後から亡くなるまで上田は機会があれば自裁した12名の義士の墓に供養していた[8]。

自裁（切腹刑）した旧臣12人（本多弥一、富田総、鏑木勝喜知、吉見亥三郎、矢野策平、西村熊、舟喜鉄外、浅井弘五郎、廣田嘉三郎、湯口藤九郎、芝木喜内、藤江松三郎）が日本法制史上最後の切腹刑となった。
そして、翌年の2月7日に司法卿江藤新平により、「復讐禁止令」（太政官布告第37号。通称：仇討ち禁止令）が布告され、法として明確に仇討ちが禁止されることとなった（復讐禁止令布告から7年後に、最後の仇討ちとなる臼井六郎による一瀬直久殺害では、終身禁獄の判決が下されている。後に大日本帝国憲法発布の特赦により、終身禁獄から一等を減ぜられ、禁獄10年に減刑となり、1891年（明治24年）9月22日に釈放）。また、布告以前にも明治新政府は仇討ち禁止の方針を出していたが、この仇討ちが復讐禁止令布告を急がせた最大の要因とも言われている。また、この仇討ちは、復讐禁止令布告以前で最後の仇討ちとなっている。（布告以後を含めた場合は前述の臼井六郎による仇討ちである。）